# PSreloaded

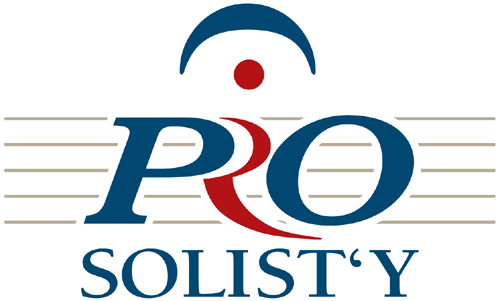
Ehemaliges Logo von Pro Solist’y

PS:reloaded (bis 2018 Pro Solist’y) ist eine im Jahr 2000 gegründete Blasmusikformation aus Sierning (Oberösterreich). Der Stil der Gruppe zeichnet sich durch die Pflege der traditionellen böhmisch-mährischen Blasmusik und durch Eigenarrangements von aktueller Pop- und Partymusik aus. Aus diesem Grund werden sie in der Szene auch „Power Polka Party People“ genannt.

## Name
Der ursprüngliche Name „Pro Solist’y“ stammt von einer Abänderung des Titels der Polka „PRO SÓLISTY“ (tschechisch „Für Solisten“) von Zdeněk Gurský, dem Leiter der Blaskapelle Gloria.
Der englische Untertitel We do the better blowjob! bedeutet metonymisch gesehen nicht den inhaltlich vulgären Begriff der Fellatio, sondern dass Pro Solist’y als Band die beste Wahl ist.
Typisches Markenzeichen und Logo ist ein gezeichnetes Rind mit Sonnenbrille.

## Geschichte
Pro Solist’y wurde 2000 in Behamberg gegründet. Die Trompeter Christian Peyrer, Markus Hinterplattner und Jürgen Hofstätter stellten das Blasorchester zusammen.
Im Jahr 2007 wurde der erste Tonträger [ku:lına'rıƒ] und im Jahr 2009 der zweite X’sunga und G’spüt aufgenommen. Im Jahr 2013 veröffentlichte Pro Solist’y die dritte CD mit dem Namen Hoamzua.

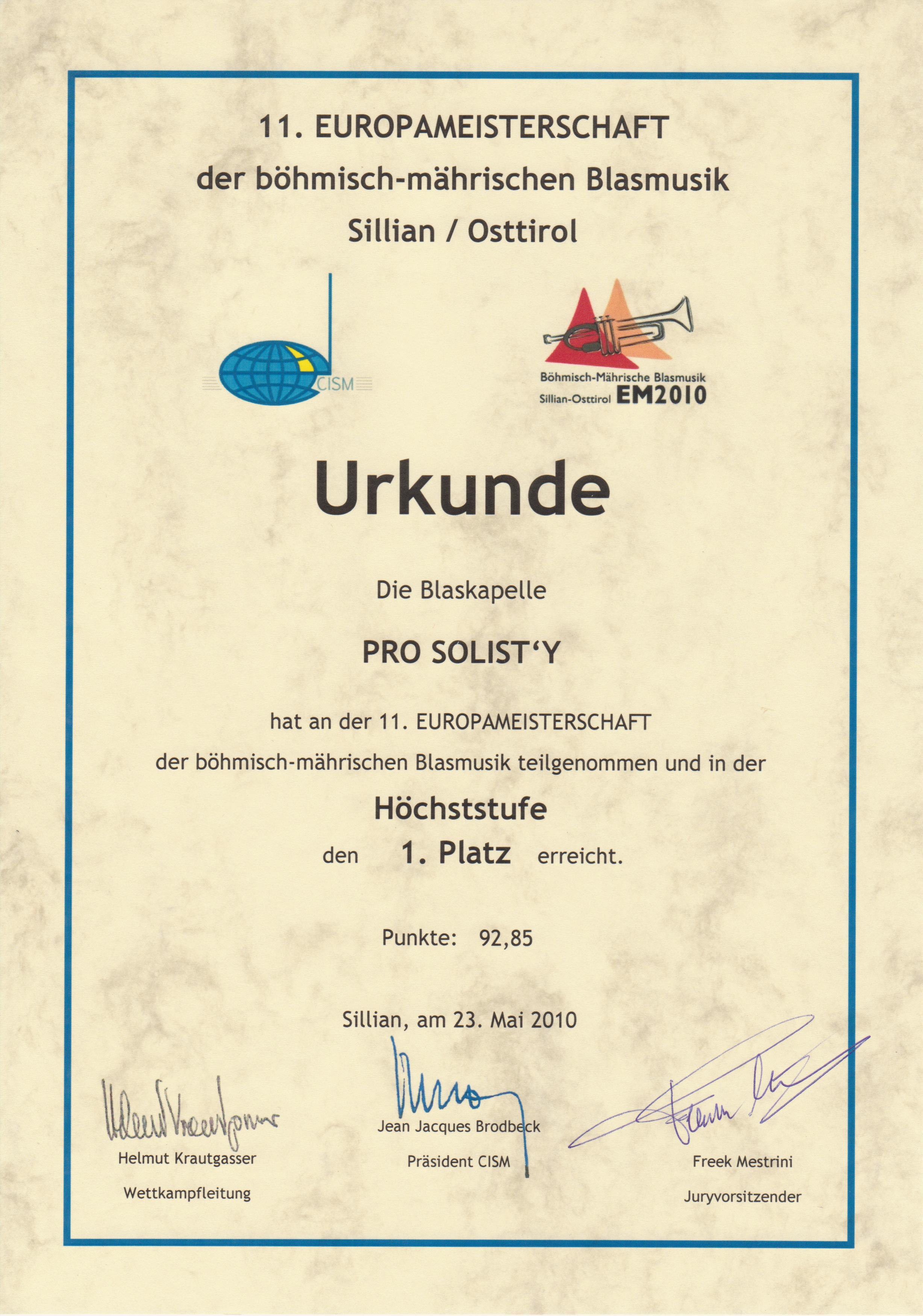
Urkunde der 11. Europameisterschaft der böhmisch-mährischen Blasmusik in Sillian/Osttirol von Pro Solist’y vom 23. Mai 2010/Europameister in der Höchststufe

Im Mai 2010 erreichte das Blasorchester den 1. Platz in der Höchststufe bei der Europameisterschaft der böhmisch-mährischen Blasmusik.
Nach mehrmaligen wechselnden Besetzungen spielte Pro Solist’y im Juli 2011 beim Woodstock der Blasmusik in Kopfing im Innkreis, seit 2013 traten sie weitere sechs Male beim selben Festival in Ort im Innkreis auf. 2014 sang statt der karenzierten Petra „Petz“ Zöttl der österreichischen Sänger und Entertainer Eric Papilaya. Nach der kurzen Karenz war Petra Zöttl wieder zurück und zusätzlich wurde als gesangliche Unterstützung ab 2015 Jutta Diendorfer engagiert.
Nach Austritt dreier Mitglieder erfolgte 2019 dann die Umbenennung von Pro Solist’y in PS:reloaded – „PS“ steht dabei für den abgekürzten Originalnamen, „reloaded“ für den Neustart.

## Diskografie
- 2007: [ku:lına'rıƒ]
- 2009: X’sunga und G’spüt
- 2013: Hoamzua (greenbee records)

## Auftritt-Highlights
- Woodstock der Blasmusik 2011, 2013–2018
- Brass Palmas 2018[3]
- Brass Wiesn